# 러시아 아방가르드
러시아 아방가르드(러시아어: Русский авангард)는 19세기 말 이래, 특히 1910년대부터 소련 탄생 시기를 거쳐서 1930년대 초두까지, 러시아 제국·소비에트 연방에서 일어난 여러 예술 운동의 총칭이다.

## 역사

### 발흥기
제1차 세계 대전 전의 초기에는 입체파(1907년), 미래파(1909년), 신원시주의(1913년) 등, 동시대의 모더니즘 운동과의 공통성이 현저하게 드러났다.1909년에 미하일 라리오노프가 다이아몬드 잭(1909년- 1911년), 1912년에 당나귀 꼬리파(1912년- 1913년)를 결성. 1913년의 전람회 「표적전(展)」에서의 입체미래주의까지는 러시아 아방가르드 이전으로 분류하는 견해도 있다.
입체미래주의에서는, 자우미(Заумь)라고 불리는 시인이 개인적으로 창작한 언어로 시를 포함한 다양한 문학 작품을 창작했다. 관련 인물로는 벨리미르 흘레브니코프, 알렉세이 크루체니크, 카지미르 말레비치 등이 있다.
제1차 세계 대전 중에 차례로카지미르 말레비치가 대표하는 쉬프레마티슴(1915년)이 대두하고, 러시아 특유의 예술운동이 된다.

### 전성기
1917년의 러시아 혁명 뒤에는 표현 상에서의 혁신과 정치혁명이 상호작용했다. 간섭전쟁-전시공산주의 시기에는 순수예술에 그치지 않고, 프로파간다 예술의 분야(삐라, 포스터, 선전열차 등)에서 이용되었다.1918년에는 스보마스(Свомас)가 설립된다. 블라디미르 타틀린으로 대표되는 러시아 구성주의(1919년)이 대두한다.
1920년대에는 레닌이 주장하던 신경제정책 시기에는 예술과 생활, 그리고 사회주의적인 산업화의 트리아데의 일치를 노리는 여러 분야(건축, 프로덕트 디자인, 사진, 영화 등)에서 그 가능성을 개화시켰다. 수용 측면에 관해서 말하자면, 도시 노동자를 지지기반으로 하는 당시의 소련 공산당의 실정 및 네프정책과의 관련으로, 모더니즘에서 파생한 아방가르드 예술은 당국에서도 지지받았다.1920년에는 스보마스가 개편되어, 소련의 고등예술학교브후테마스가 설립된다.
1923년에 블라디미르 마야콥스키가 LEF를 결성.

### 쇠퇴기
1929년의 농업 집단화로 시작되는 일련의 상기의 혁명을 계기로 한 이오시프 스탈린의 “문화혁명”에 따른 정치적 억압 (“포멀리즘 비판”), 난해함에 기인하는 농민을 중심으로 하는 일반대중의 사회적인 지지 결여, 예술운동 그 자체의 내재적 한계 등의 모든 요인이 얽히면서, 1930년대에 종식했다.

## 시·문학
- 블라디미르 마야콥스키(1893년- 1930년)
- 벨리미르 흘레브니코프(1885년- 1922년)

## 음악
제정 말기의 알렉산드르 스크랴빈에 이어서 니콜라이 로슬라베츠, 아르투르 루리에, 알렉산더 모솔로프, 세르게이 프로토포포프, 이반 비슈네그라드스키 등이 1920년대를 통해 혁신적인 음악 어법을 전개했다. 1923년에는 로슬라베츠가 현대음악협회를 설립했다. 이 시기에는 드미트리 쇼스타코비치조차 실험적인 작풍을 시도했다. “스탈린 문화혁명”과 함께 러시아 아방가르드의 음악부문은 어쩔 수 없이 종식을 맞게 된다.

## 영화
- 세르게이 예이젠시테인
- 지가 베르토프

## 연극
- 프세볼로트 메이예르홀트(1874년- 1940년)

## 디자인·미술
러시아 아방가르드에 포함되는 예술이념에는, 주로 다음 3가지가 있다. 모두과거의 양식을 끊어버리고, 혁명 이후의 새로운 생활 양식을 디자인하려고 했다.
- 레요니슴(Лучизм)
- 쉬프레마티슴(Супрематизм)
- 러시아 구성주의(Конструктивизм)

## 갤러리

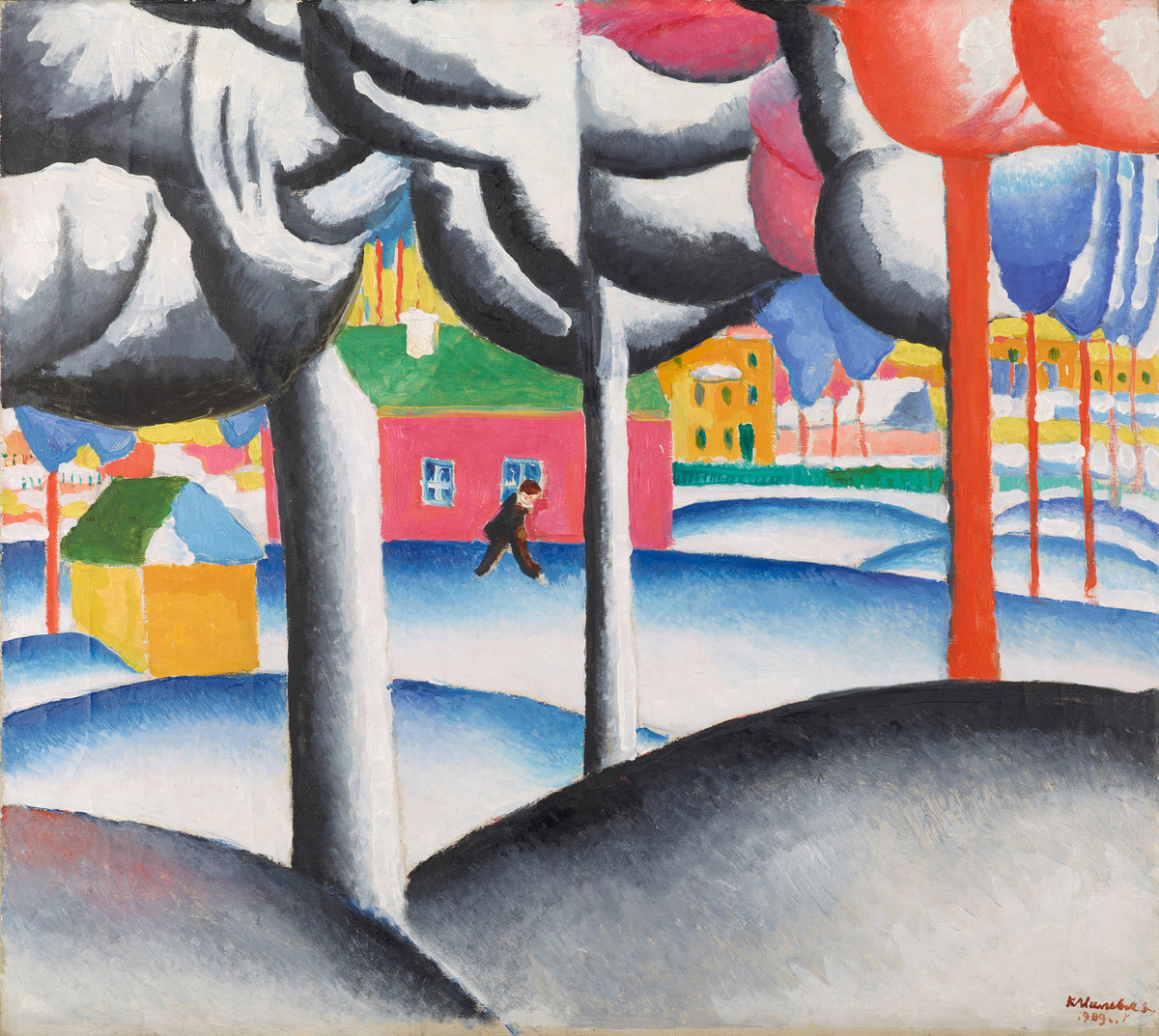
말레비치의 작품 『겨울』 (1909년)
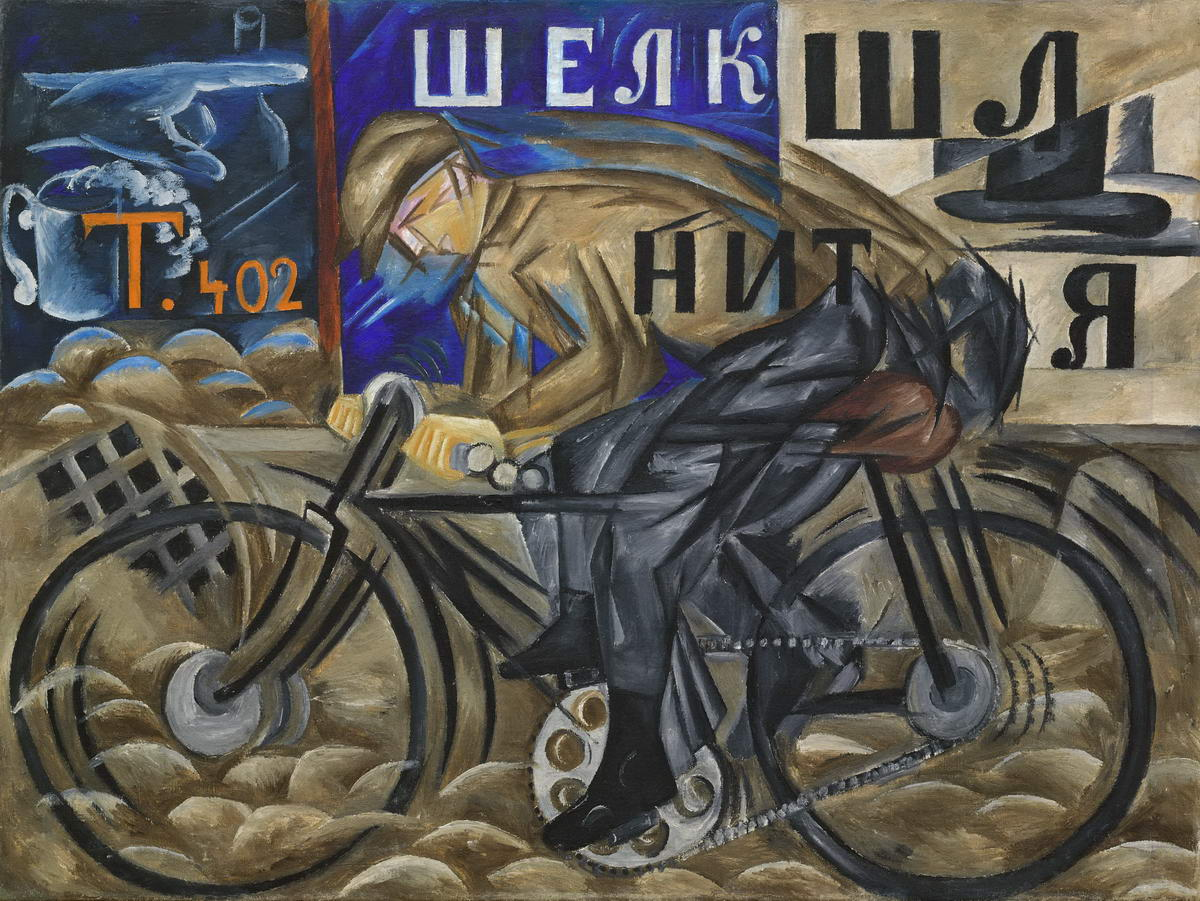
곤차로바의 작품 『Велосипедист(Cyclist)』 (1913년)
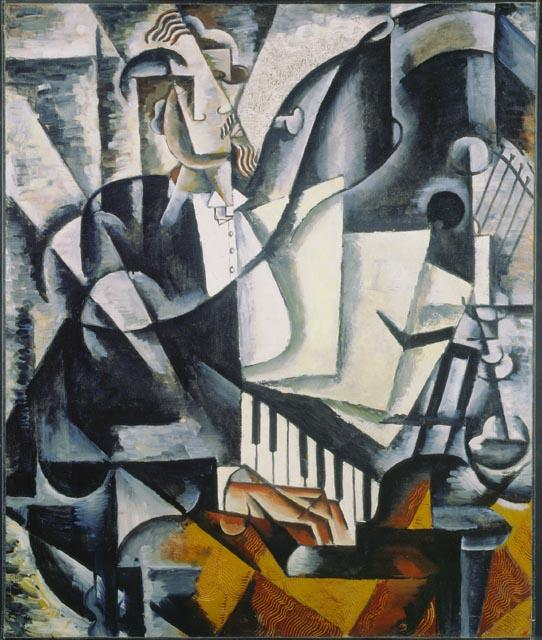
포포바의 작품 『피아니스트』 (1914년)
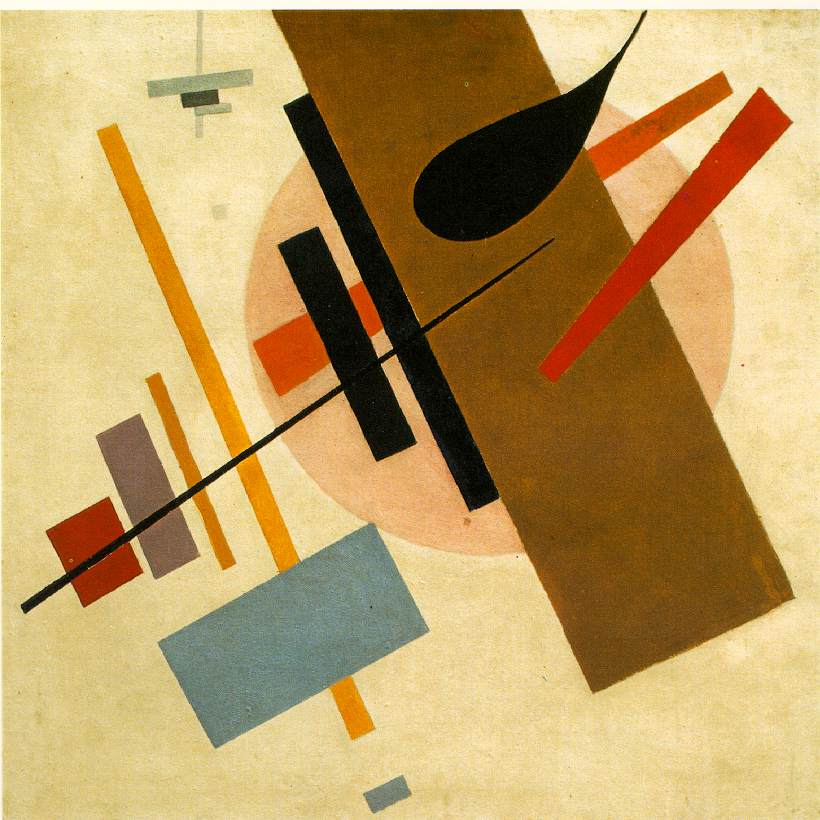
말레비치의 작품 『쉬프레마티슴』, 1916년 - 1917년작 (Krasnodar Museum of Art, 크라스노다르)
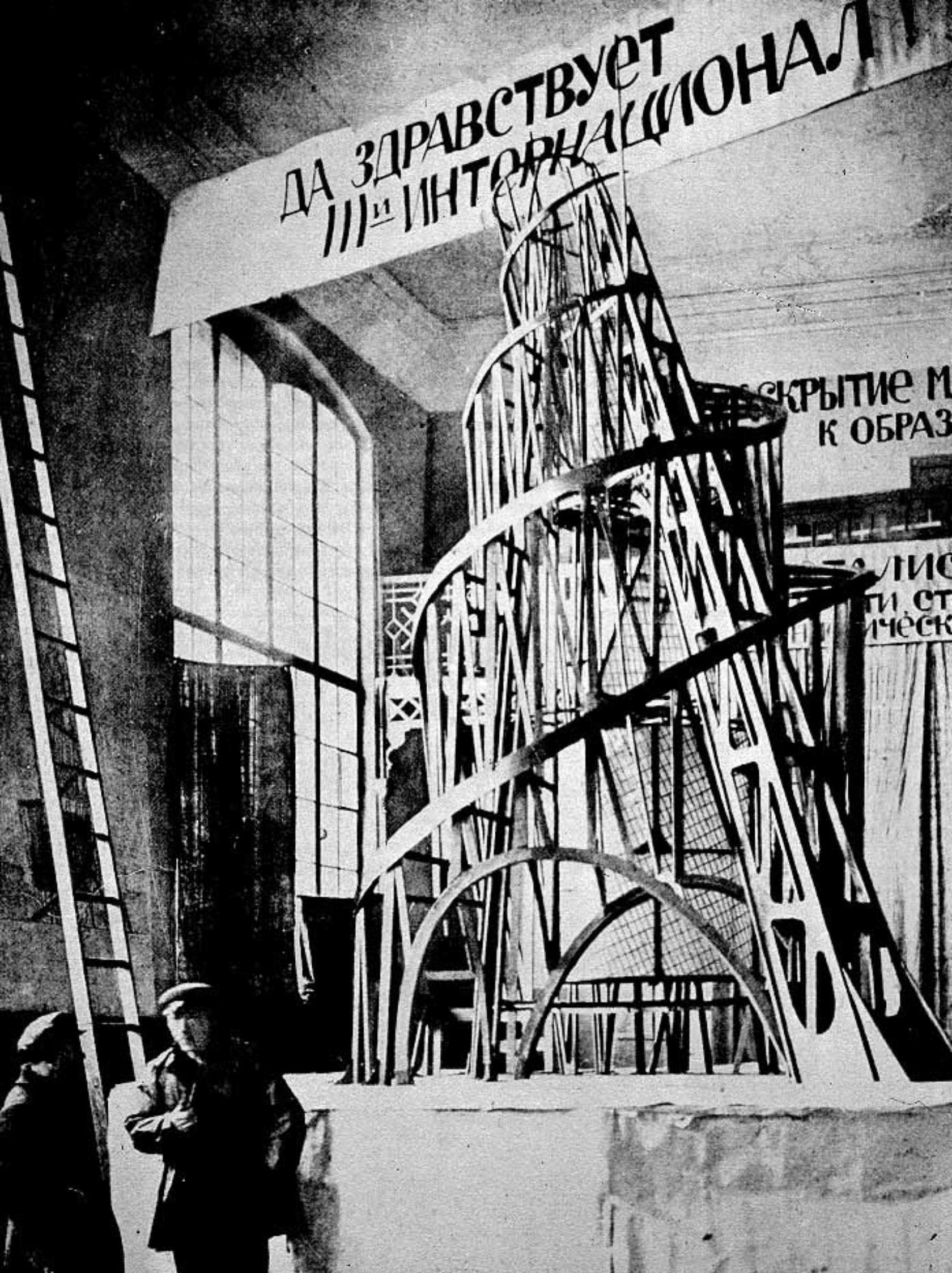
타틀린의 타틀린 타워(1919년)
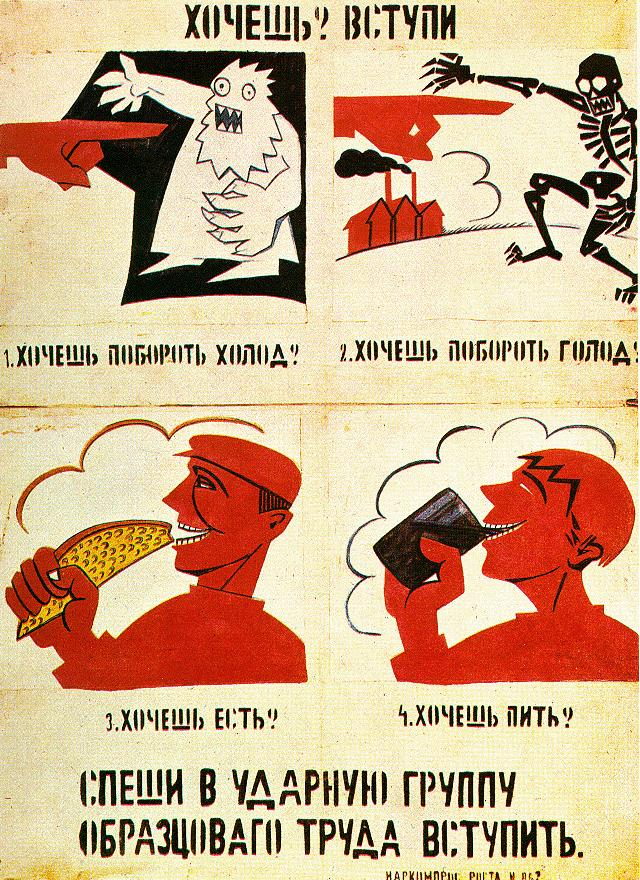
마야콥스키가 다룬 포스터
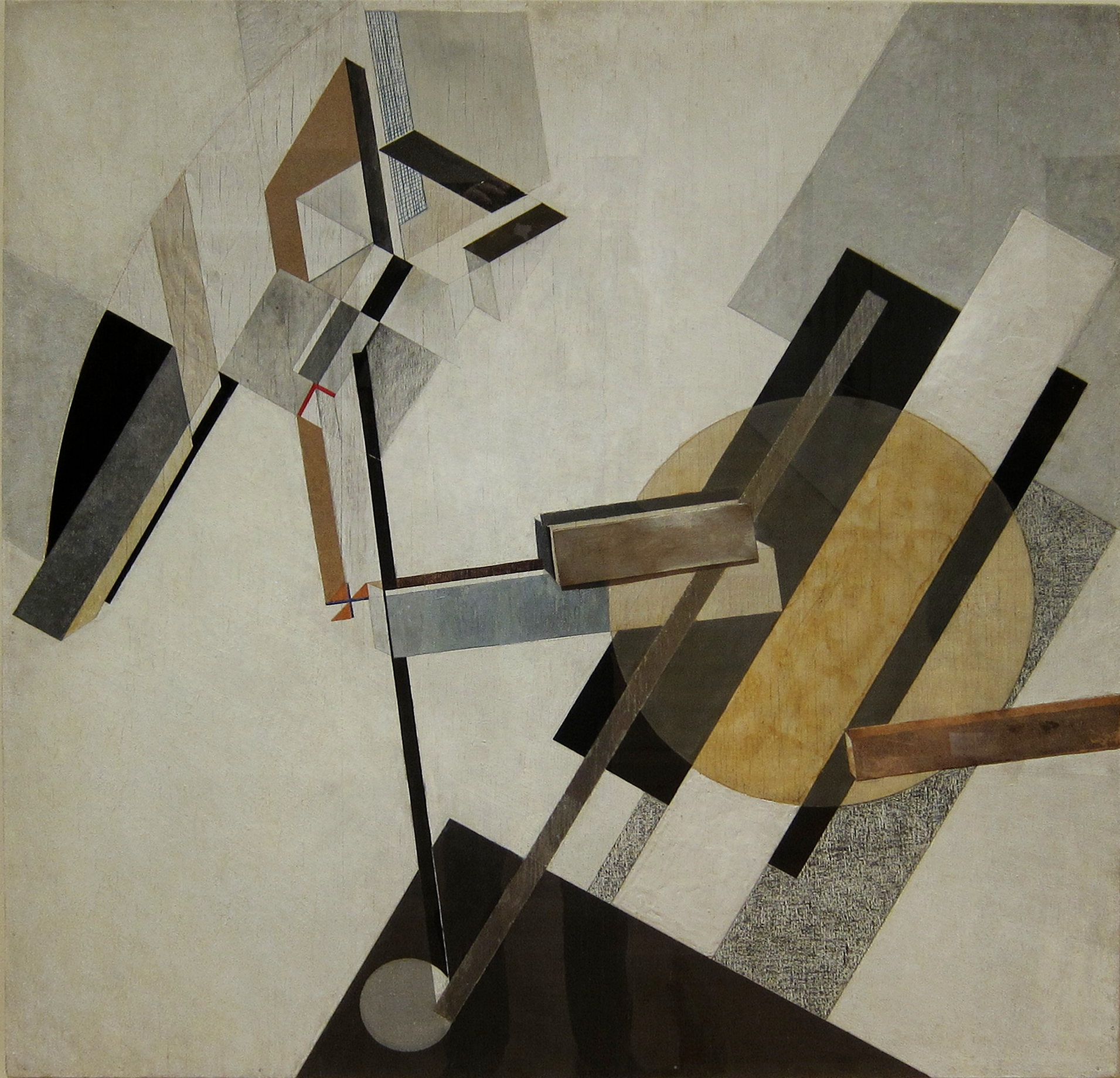
엘 리시츠키의 작품 『프로운(Proun)』 (1922년작성, MOMA)
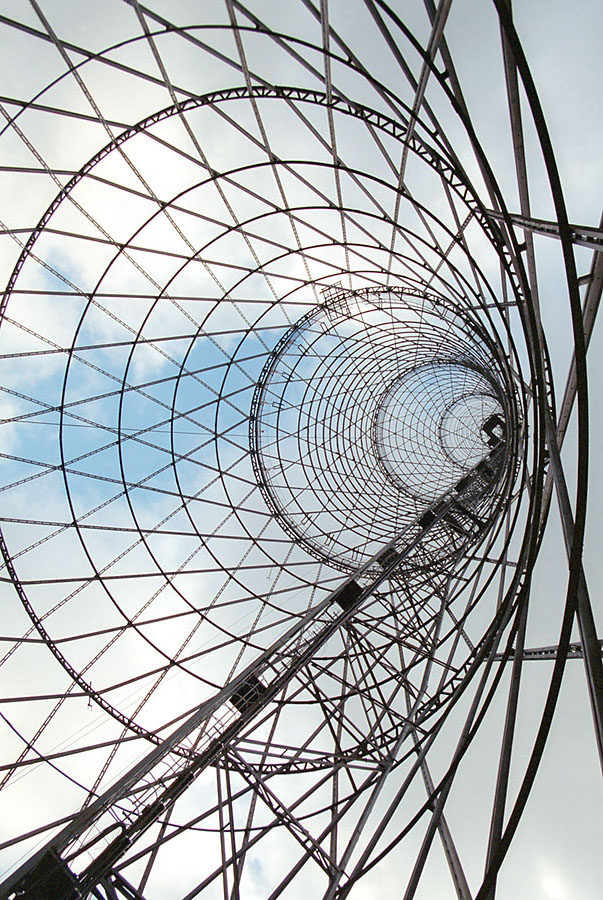
슈코프가 설계한 모스크바의 라디오탑(1922년)
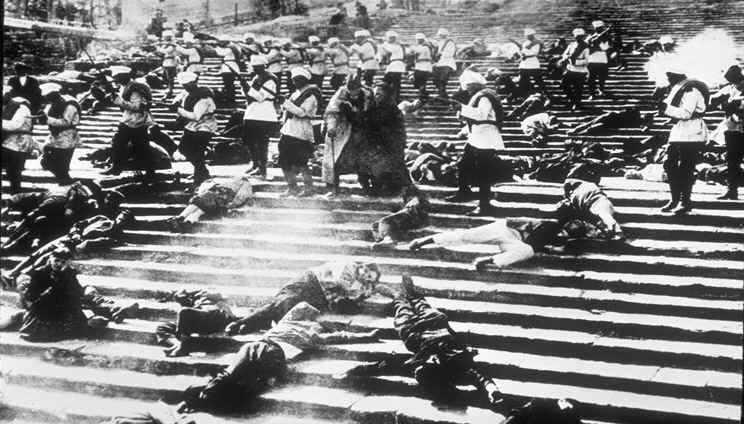
예이젠시테인의 영화 『전함 포템킨』의 학살 장면 (1925년)
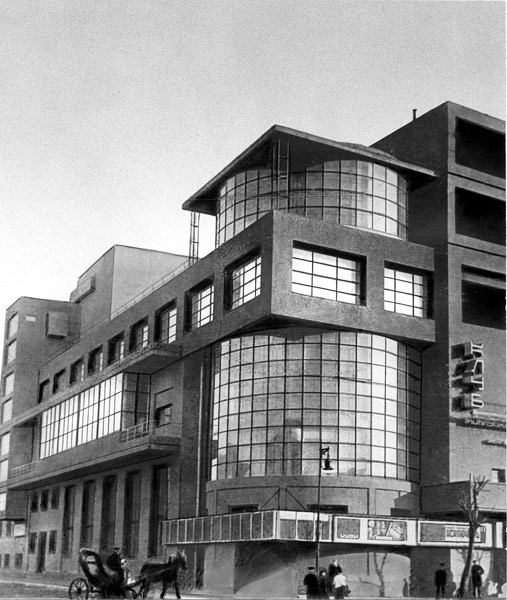
골로소프의 설계 『주에프 노동자클럽』 (1928년)
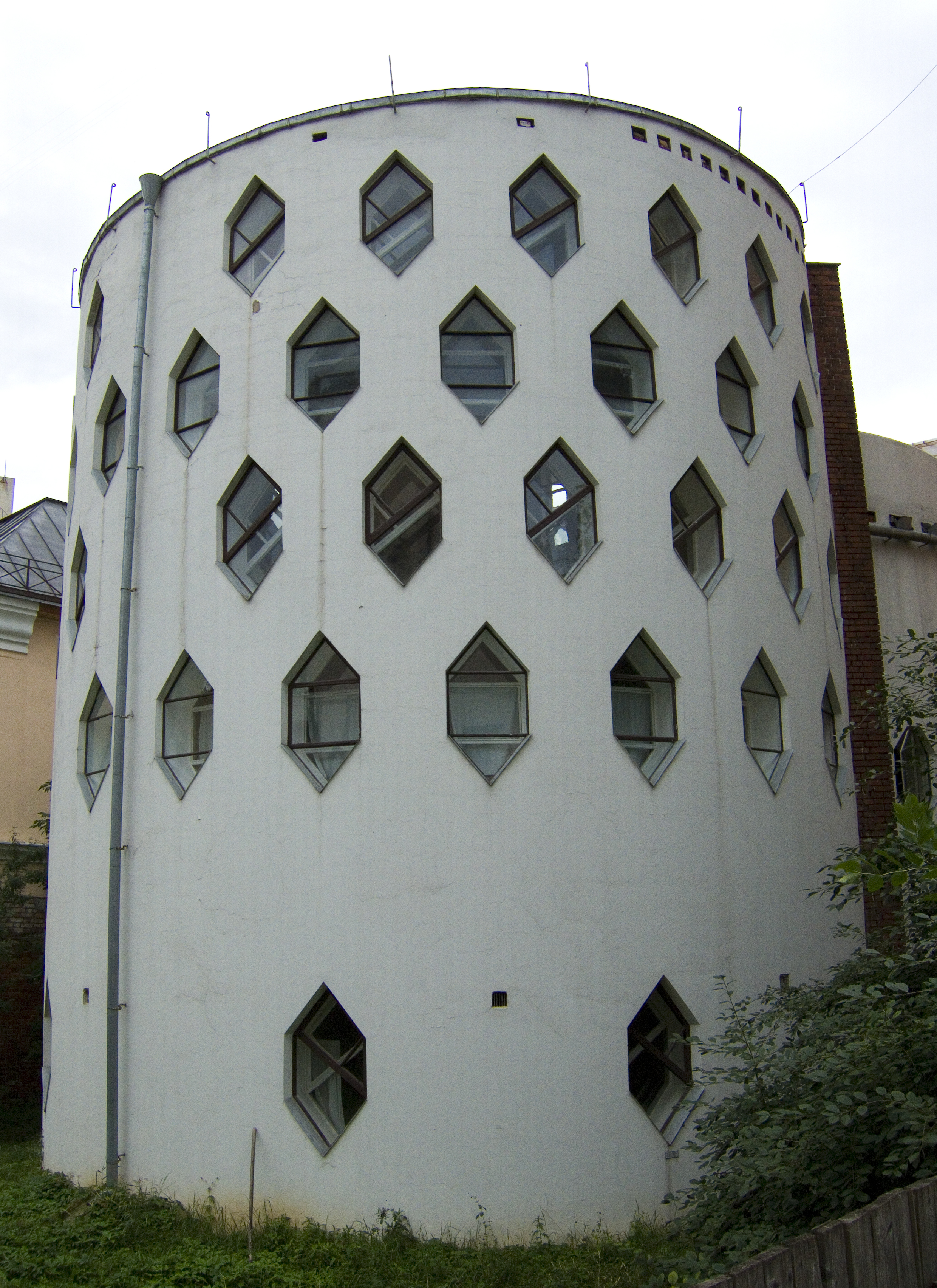
멜니코프 하우스 (1929년, 모스크바)

## 같이 보기
- 아방가르드
- 러시아 구성주의
- 입체미래주의
- 자아미래주의
- 프롤레트쿨트
- 레요니슴
- 쉬프레마티슴
- UNOVIS